# Реджис Прогрейс — Даніеліто Соррілья
Бій Реджис Прогрейс — Даніеліто Соррілья (англ. Regis Prograis vs Danielito Zorrilla) — професійний боксерський поєдинок між чемпіоном WBC у першій напівсередній вазі Реджисом Прогрейсом та Даніеліто Соррільєю. Бій відбувся 17 червня 2023 року у Смуті-Кінг-центрі в Новому Орлеані (штат Луїзіана, США). Реджис Прогрейс здобув перемогу розділеним рішенням суддів.

## Передумови
Реджис Прогрейс (28-1, 24 KO) раніше володів титулом WBA у першій напівсередній вазі, вигравши пояс у Кирила Реліха технічним нокаутом в шостому раунді в квітні 2019 року в півфіналі Всесвітньої боксерської суперсерії. Проте після цього боксер зустрівся з Джошом Тейлором у фіналі на О2 Арені, де уродженець Нового Орлеана зазнав поразки рішенням більшості.
Даніеліто Соррілья (17-1, 13 КО), пуерториканський боксер, чиїм промоутером є Мігель Котто, битиметься замість травмованого Ліама Паро. У вересні 2021 року 29-річний спортсмен здобув перемогу нокаутом у другому раунді над Пабло Сезаром Кано, а в наступному поєдинку, який відбувся 15 липня 2022 року, поступився одностайним рішенням високорейтинговому каліфорнійцю Арнольду Барбозі-молодшому. Востаннє уродженець Тоа-Баха виходив на ринг 18 березня 2023 року, де здобув перемогу технічним нокаутом у першому раунді проти Арістідеса Квінтеро.

## Суддівські записки
| Суддя         | Боксер             | 1  | 2  | 3  | 4  | 5  | 6  | 7  | 8  | 9  | 10 | 11 | 12 | Загалом |
| ------------- | ------------------ | -- | -- | -- | -- | -- | -- | -- | -- | -- | -- | -- | -- | ------- |
| Роберт Таппер | Реджис Прогрейс    | 10 | 10 | 10 | 10 | 10 | 10 | 9  | 10 | 10 | 10 | 9  | 10 | 118     |
| Роберт Таппер | Даніеліто Соррілья | 9  | 9  | 8  | 9  | 9  | 9  | 10 | 9  | 9  | 9  | 10 | 9  | 109     |
|               |                    |    |    |    |    |    |    |    |    |    |    |    |    |         |
| Джозеф Мейсон | Реджис Прогрейс    | 9  | 10 | 10 | 10 | 10 | 10 | 10 | 9  | 10 | 10 | 10 | 9  | 117     |
| Джозеф Мейсон | Даніеліто Соррілья | 10 | 9  | 8  | 9  | 9  | 9  | 9  | 10 | 9  | 9  | 9  | 10 | 110     |
|               |                    |    |    |    |    |    |    |    |    |    |    |    |    |         |
| Крейг Меткалф | Реджис Прогрейс    | 10 | 9  | 10 | 9  | 10 | 9  | 10 | 10 | 9  | 9  | 9  | 9  | 113     |
| Крейг Меткалф | Даніеліто Соррілья | 9  | 10 | 8  | 10 | 9  | 10 | 9  | 9  | 10 | 10 | 10 | 10 | 114     |